# Nicky Jam
Nick Rivera Caminero (Massachusetts, 1981. március 17.), művésznevén Nicky Jam, Puerto Ricó-i származású amerikai énekes, dalszerző, rapper és színész. Legismertebb slágerei az X, a Travesuras, az En la Cama, a Te Busco, az El Perdón, a Hasta el Amanecer és az El Amante; az utóbbi három a 2017-es Fénix című albumáról származik. Gyakran dolgozott együtt olyan latin előadókkal, mint Daddy Yankee, J Balvin, Ozuna, Plan B és Anuel AA. Míg kezdeti zenéiben a hagyományos, gyors tempójú reggaeton volt a jellemző, addig újabb szerzeményeiben nagyobb hangsúlyt fektet az énekelt vokálra és a romantikus szövegekre.

## Élete
Nick Rivera Caminero 1981. március 17-én született a Massachusetts állambeli Lawrence-ben, dominikai anya és Puerto Ricó-i apa gyermekeként. Mivel Szent Patrik napján született, gyerekkorában szívesen vett részt az ünnepi felvonulásokon. Míg Massachusettsben élt, kedvelte a hip-hopot, különösen a keleti partvidéki Marky Mark and the Funky Bunch-ot és LL Cool J-t. Amikor Nicky Jam tízéves volt, a családja a Puerto Ricó-i San Juan Río Hondo külvárosába költözött, hogy megpróbáljon újra kapcsolatba lépni a család Puerto Ricó-i gyökereivel. A Billboardnak adott interjújában azonban Nicky Jam elmondta, hogy apja egy drogügybe keveredett, és megszökött az óvadék ellenében, ami miatt Puerto Ricóba kellett költözniük.
Nicky Jam kezdetben egyfajta kulturális sokkot élt át, amikor Puerto Ricóba költözött, mivel a szigetre érkezése előtt soha nem beszélt spanyolul. A nehéz kezdés ellenére hamar barátokat szerzett a környéken, és miután középiskolásként az utcán töltötte az idejét, ihletet kapott a zenei karrier iránti elkötelezettségre. A karibi hip-hopot és a reggaetont használta arra is, hogy csiszolja spanyol nyelvtudását. Eredetileg a „Nick MC” becenevet használta, de Nicky Jamre változtatta, miután egy környékbeli hajléktalan kéretlenül megjegyezte neki: „Te nem Nick MC vagy, hanem Nicky Jam”.
Tizenegy évesen, amikor a Pueblo Xtra diszkont élelmiszerboltban dolgozott, azzal ütötte el az időt, hogy rappelt az általa csomagolt termékekről, ami lenyűgözte az egyik vásárlót, aki meghívta egy helyi zenei lemezkiadóhoz. Ezt követően elolvasás nélkül írt alá egy szerződést, és nem kapott előleget a felvételeiért. 1995-ben, tizennégy évesen vette fel és adta ki első lemezét, a …Distinto a los demás című albumot. Nem sokkal az album megjelenése után nehéz szakítást élt át a barátnőjével, és az ebből fakadó érzelmi fájdalom miatt tizenöt évesen próbálta ki először a kokaint. Nicky Jam így kommentálta az élményt: „[Arra gondoltam], minek vigyázzak magamra? Az apám nem kezelte a drogproblémáit. Anyám is drogozott, akkor miért ne drogoznék én is?' Úgy értem, mindenhol drogok voltak körülöttem, és mindennek az alapja az otthonunk. Az a családunk.”

## Magánélete
Nicky Jamnek négy gyermeke van, akik 2002-ben, 2002-ben, 2005-ben és 2012-ben születtek. 2017 februárjában Medellínben egy zártkörű katolikus szertartáson feleségül vette két éve szeretett barátnőjét, Angélica Cruzt. J Balvin és Vin Diesel is részt vett az esküvőn, amelyen fellépett a Gente de Zona nevű reggaetón együttes és Jerry Rivera salsaénekes. 2018 augusztusában a pár kibékíthetetlen ellentétekre hivatkozva beadta a válókeresetet. 2018 augusztusában a férfi 3,4 millió dollárért vásárolt egy házat Miami Beach Palm Island nevű részén. 2020 Valentin-napján Nicky Jam eljegyezte Cydney Moreau modellt. A pár az Atrévete című dalához készült klip forgatásán találkozott, amit az énekes „szerelem első látásra” nevezett. Miután 2021 Valentin-napon egy kettesben készült fotót posztolt, Nicky Jam megerősítette, hogy ő és Moreau már nincsenek együtt. A Vibe-nak adott interjújában kijelentette, hogy figyelemzavaros betegségben szenved.

## Filmográfia
| Év   | Cím                             | Eredeti cím                | Szerep                      | Magyar hang   | Megjegyzés                          |
| ---- | ------------------------------- | -------------------------- | --------------------------- | ------------- | ----------------------------------- |
| 2017 | xXx: Újra akcióban              | XXX: Return of Xander Cage | Lazarus                     | Kassai Károly | Film                                |
| 2017 |                                 | The Keys of Christmas      | Önmaga                      |               | Film                                |
| 2018 |                                 | El Ganador                 | Önmaga                      |               | életrajzi film (televíziós sorozat) |
| 2020 | Bad Boys – Mindörökké rosszfiúk | Bad Boys for Life          | Lorenzo "Zway-Lo" Rodriguez | Szabó Simon   | Film                                |
| 2021 | Tom és Jerry                    | Tom & Jerry                | Mufurc (voice)              | Király Attila | Film                                |

### Stúdió albumok
- Haciendo escante (2001)
- Vida escante (2004)
- The Black Carpet (2007)
- Fénix (2017)
- Íntimo (2019)

## Fordítás
- Ez a szócikk részben vagy egészben  a   Nicky Jam című angol Wikipédia-szócikk fordításán alapul.  Az eredeti cikk szerkesztőit annak laptörténete sorolja fel. Ez a jelzés csupán a megfogalmazás eredetét és a szerzői jogokat jelzi, nem szolgál a cikkben szereplő információk forrásmegjelöléseként.